# Christine Foth
Christine Foth (* 13. November 1990, geborene Christine Hesel) ist eine ehemalige deutsche Handballspielerin.

## Karriere
Christine Foth begann in der Kindheit bei Eichenkreuz Höfingen mit dem Handball. In der Jugend wechselte sie zur SG Leonberg/Eltingen, wo die 1,72 Meter große Torfrau ab 2009 in der Frauenmannschaft in der Württembergliga spielte. Nachdem bei der TuS Metzingen die etatmäßigen Torhüterinnen Lisa Sagert und Sabine Stockhorst verletzungsbedingt ausfielen, wurde Foth kurzfristig für die Bundesligamannschaft der TuSsies verpflichtet. Am 31. August 2013 gab sie ihr Bundesligadebüt im Spiel gegen die HSG Blomberg-Lippe. Foth wurde mit einem Doppelspielrecht ausgestattet, sodass sie in der Saison 2013/14 für die TuS Metzingen sowie die SG Leonberg/Eltingen auflaufen konnte. Nach der Saison 2013/14 verließ Hesel die TuS Metzingen und schloss sich dem Drittligisten HSG Pforzheim an. Zur Saison 2015/16 wechselte Foth zum Zweitliga-Aufsteiger TG Nürtingen. Nach der Saison 2023/24 beendete sie ihre Karriere.